# Растамани
Растамани – молодіжна субкультура, в основному на території Ямайки, пов'язана з музичним стилем регі та асоційованими з ним поглядами та способом життя.

## Історія
На початку 1990-х років на пострадянському просторі утворилася особлива молодіжна субкультура, представники якої також називають себе растаманами. При цьому вони часто не є істинними прихильниками оригінальної релігійно-політичної доктрини африканської більшості, а зараховують себе до цієї групи в першу чергу за ознакою вживання марихуани та гашишу. Деяким цього достатньо, щоб вважати себе растаманами, деякі більш наближені до растафаріанської концепції — багато слухають Боба Марлі і музику регі загалом, використовують для ідентифікації комбінацію кольорів «зелений-жовтий-червоний» (наприклад, в одязі), деякі носять дреди. Однак мало хто щиро відстоює ідею повернення американських чорношкірих в Африку, дотримується растафаріанського посту «Айтал» тощо.
Багато істинно віруючих російських растаманів вважають, що репатріація і панафриканізм просто безглуздий, оскільки російські растамани ніякого стосунку до чорношкірих і Африки, по суті, не мають. У країнах СНД панафриканізм був заміщений ідеєю «Сіону всередині себе», яка звучить так: "Сіон це не місце у фізичному, матеріальному світі. Не в Африці чи Ізраїлі чи деінде. Сіон знаходиться в душі кожної людини. І прагнути до нього потрібно не ногами, а вчинками, думками, добром і любов'ю ".
В російськомовному середовищі слово «растаман» міцно зв'язалося з цією групою (але не повністю тотожне їй). Слово за схожим принципом може використовуватися і в інших мовах для позначення просто любителів марихуани без релігійного підґрунтя. Так, в іспаномовних країнах словом «растас» можуть називати дреди.

### Субкультура в СНД
Виникнення «растаманів» в СНД відбувалося одночасно з формуванням інших молодіжних субкультур на тлі розпаду СРСР. «Растаманів» можна особливо виділити в зв'язку з тим, що у країнах СНД спостерігається помітне зростання обсягів вживання марихуани (такий висновок можна зробити лише суб'єктивно, оскільки збір статистики з цього питання досить ускладнений). Багато хто з тих, що курять її вже не молоді і не зараховують себе до «растаманів», але їх ідеологічно зближує нелегальний статус наркотику, бо вони відчувають однакові труднощі, пов'язані з його придбанням.
Питання самоідентифікації колишніх радянських громадян, які вживали коноплю, було вирішено на основі бренду коноплі як атрибуту растафаріанства. Відоме в СРСР поняття «наркоман» не могло бути прийнятим через невідповідність стереотипному образу такого в народі: споживачам коноплі не близькі теми шприців, СНІДу, ломок тощо — отже, була потреба в самоназві.

## Позиція
Зазвичай растамани виступають за легалізацію марихуани, що відображено в піснях, атрибутиці (в дуже багатьох сувенірних крамничках світу є товари з растаманською символікою), політичних деклараціях (наприклад, участь у щорічному «Конопляному марші»).
Загальним місцем у «російських» і «оригінальних» растаманів також є позитивне ставлення до Джа і негативне ставлення до т. зв. «Вавилону» як прагматичної соціально-політичної системи, заснованої на західній матеріальній культурі.
Багато растаманів також негативно ставляться до прийому опіатів, амфетамінів і алкоголю, називаючи їх «чорнушними» наркотиками, а також негативно до прийому психоделіків, що зовсім не ріднить їх із субкультурою хіпі, як прийнято вважати, а навіть навпаки відштовхує.

Книга Д. Гайдука, видавництво «Ультра.Культура», 2004

## Фольклор
Субкультура пострадянських растаманів породила особливий фольклор, розвитку якого сприяють характерні психоактивні особливості препаратів на основі коноплі — під їхнім впливом зростає тяга до міркувань, фантазії і творчості. Досить широку популярність придбав лінгвіст і літератор Дмитро Гайдук, який у першій половині 90-х став збирати і обробляти усну творчість українських і російських растаманів і в 1995 році створив проект «растаманських народних казок». Роботи Гайдука неодноразово видавалися, виходили аудіокасети і диски, зараз він часто їздить різними містами і читає казки перед аудиторією в рамках різних субкультурних заходів. За припущенням Гайдука, чисельність прихильників «конопляної ідеології» в сучасній Росії може становити до 4-5% населення.
Про субкультуру «растаманів» країн СНД і традиції вживання коноплі (та інших наркотиків) на пострадянській території періодично згадують у своїй творчості багато сучасних діячів російськомовної культури — музиканти, письменники, творці фільмів. Наприклад, широко відома пісня «Растамани із глибинки» Бориса Гребенщикова.
Одяг та аксесуари справжнього растамана
Растаманський гардероб максимально простий і зручний. Сюди входять речі, які ми звикли носити щодня, але з однією маленькою поправкою - вони все прикрашені тематичними принтами, або зроблені в певній колірній гамі.
Кольори Раста руху - це білий, всі відтінки зеленого, бірюзовий, чорний, червоний, а також їх різні комбінації і поєднання. Це яскраві тони, моментально привертають до себе увагу оточуючих, що підкреслюють прагнення жити повним життям на свій розсуд.
У гардеробі поважає себе растамана обов'язково знайдуться такі елементи:
Кепка або бейсболка, прикрашена спереду відповідною символікою або кумедними написами.
Футболка або толстовка вільного крою, з нанесеним фото одного з відомих представників Раста культури.
Широкі штани ( «аладіни») із заниженою посадкою на стегнах, або звичайні потерті джинси.
Стильним доповненням образу виступають:
Дреди на голові, густі і довгі, прикрашені кільцями або стрічками (в ідеалі колір волосся повинен залишитися натуральним, або близьким до нього).
Бандани і шапки.
Об'ємні сумки з довгим ременем через плече.
Різнобарвні фенечки і шкіряні браслети на руках.